# Abdallah Said
Abdallah Mohammed El-Said Bekhit (arabisch عبد الله سعيد, DMG ʿAbd Allāh Saʿīd; * 13. Juli 1985 in Ismailia) ist ein ägyptischer Fußballspieler.

## Karriere

### Klub
Seine Karriere begann er in der Jugend seines Heimatklubs Ismaily SC. Zur Saison 2005/06 wechselte er aus der U23 in die erste Mannschaft des Klubs. Dort spielte bis zur Saison 2010/11 um sich danach dem al Ahly SC anzuschließen. Hier gewann er viermal die ägyptische Meisterschaft, einmal den nationalen Pokal, zweimal den nationalen Supercup, zweimal die CAF Champions League, zweimal den CAF Super Cup und einmal den CAF Confederation Cup. In diese Zeit fällt auch eine Leihe an den finnischen Klub Kuopion PS von April bis Juni 2018. Zur Saison 2018/19 schloss er sich al-Ahli in Saudi-Arabien an. Bereits Anfang Januar 2019 verließ er die Mannschaft und kehrte nach Ägypten zurück. Diesmal schloss er sich dem Pyramids FC an. Er wechselte 2024 zu Zamalek SC.

### Nationalmannschaft
Seinen ersten Einsatz für die ägyptische Nationalmannschaft hatte er am 14. Juni 2008 bei einer 1:0-Niederlage gegen Malawi während der Qualifikation für die Weltmeisterschaft 2010. Er wurde hierbei in der 69. Minute für Ahmed Elmohamady eingewechselt. Am 14. Januar 2013, kam er in einem Freundschaftsspiel gegen die Elfenbeinküste zum Einsatz. Nach ein paar weiteren Einsätzen im Jahr 2013 kam er am 11. Oktober 2015 gegen Sambia zum Zug. Im März 2016 während der Qualifikation für den Afrika-Cup 2017 trug er erstmals die Kapitänsbinde. Sein erstes Turnier war der Afrika-Cup 2017, wo er in jeder Partie zum Einsatz kam. Bei der Weltmeisterschaft 2018 spielte er in jeder Partie der Gruppenphase. Zuletzt beim Afrika-Cup 2019 war er Teil des Kaders.